# 液態有機氫載體
液態有機氫載體（英語：liquid organic hydrogen carriers；LOHC）是可以通過化學反應吸收和釋放氫的有機化合物。因此，LOHC可用作氫氣的存儲介質。
原則上，每種不飽和化合物（帶有碳-碳雙鍵或三鍵的有機分子）在氫化過程中都會吸收氫。

## 基於LOHC的儲氫原理
為了吸收氫，LOHC（一種不飽和的，主要是芳香族化合物）的脫水形式在氫化反應中與氫反應。氫化是放熱反應，並且在升高的壓力（約30-50 bar）和約25℃的溫度下進行。在催化劑存在下於150-200℃。由此形成相應的飽和化合物，其可以在環境條件下存儲或運輸。如果再次需要氫，則將現在氫化的富氫形式的LOHC脫氫，並再次從LOHC中釋放出氫。該反應是吸熱的並在催化劑的存在下再次在升高的溫度（250-320℃）下進行。在使用氫氣之前，可能必須清除LOHC蒸汽。為了提高效率，離開釋放單元的熱物料流中所含的熱量應轉移到由進入釋放單元的富氫LOHC組成的冷物料流中，以保持在反應前將其預熱所需的能量。特別地，當吸收氫時，由氫化反應釋放的熱量原則上可以用於加熱目的或用作過程熱。